# Mikołajew (powiat zgierski)
Mikołajew – wieś sołecka w Polsce, położona w województwie łódzkim, w powiecie zgierskim, w gminie Parzęczew.
| SIMC    | Nazwa   | Rodzaj    |
| ------- | ------- | --------- |
| 0415267 | Rafałów | część wsi |

W latach 1975–1998 miejscowość należała administracyjnie do ówczesnego województwa łódzkiego.
W 1896 w Mikołajewie urodził się German Kempski, kawaler Orderu Virtuti Militari.